# Young Juvenile Youth
Young Juvenile Youth（ヤングジュヴナイルユース　略称：YJY（ワイジェーワイ））は、オフィス作に所属する日本のエレクトロニック・ミュージックユニットである。

## 概要
2012年より活動をスタートした。同年11月15日にYouTubeに公式チャンネル開設。
2013年、デビュー作としてPhaseworksから限定発売した『Anti Everything』と『More For Me, More For You』の2作品の12インチアナログレコードは完売した。
2015年には、iTunesが世界中のニューカマーの中から厳選する『NEW ARTIST スポットライト』に選出された。同年、Beat Records（BEATINK）からリリースされたミニ・アルバム 『Animation』は、予約時とリリース後で合わせて計7週間に渡ってエレクトロニックチャート1位を記録した。映像作家・関根光才が監督として手がけたミュージックビデオ『Animation』は、Vimeo Staff Pickに選ばれた。
2016年4月、「アディダス オリジナルス（adidas Originals）」の「Future」キャンペーンにて、グローバルインフルエンサーの日本代表として、ゆう姫が抜擢された。同年の10月には、サカナクション、RADWIMPSらのPV、CMなどを手掛けたショウダユキヒロの体験型映像作品が公開され、主題歌にシングル曲である「A Way Out」が使用され、同作において、俳優の村上虹郎とゆう姫が共演した。

## メンバー
ゆう姫（ユウキ）
ボーカル、ソングライティング担当。フロントパースン。
JEMAPUR（ジェマパー）
作曲、トラックメイキング、ミックス担当。2001年頃音楽活動を開始した。『Dok Springs』（Hyde Out Productions、2006年）、『Evacuation』（W+K Tokyo Lab. / EMIミュージック・ジャパン、2008年）、『Microsleep』（Lakho、2011年）の3枚のアルバムを発表した。2012年には『Empty』を12インチアナログレコードとCDの2形態をPhaseworksからリリースした。その他、ソニー、ナイキ、ユニクロといった広告のサウンドデザイン等も行う。

## ディスコグラフィ

### シングル
| #   | リリース日     | タイトル                  | 形態                | レーベル   |
| --- | -------------- | ------------------------- | ------------------- | ---------- |
| 1st | 2013年9月21日  | Anti Everything           | 12" Vinyl / Digital | Phaseworks |
| 2nd | 2013年11月27日 | More For Me, More For You | 12" Vinyl / Digital | Phaseworks |
| 3rd | 2016年5月27日  | Hive / In Blue            | Digital             | U/M/A/A    |
| 4th | 2016年10月28日 | Youth / A Way Out         | Digital             | U/M/A/A    |

### ミニアルバム
| #   | リリース日    | タイトル  | 形態         | レーベル     |
| --- | ------------- | --------- | ------------ | ------------ |
| 1st | 2015年4月27日 | Animation | CD / Digital | Beat Records |

### ミュージックビデオ
| #   | リリース日    | 監督     | タイトル  |
| --- | ------------- | -------- | --------- |
| 1st | 2015年4月15日 | 関根光才 | Animation |
| 2nd | 2016年12月2日 | 関根光才 | Youth     |

### 映像作品
| #   | リリース日     | 監督             | タイトル |
| --- | -------------- | ---------------- | -------- |
| 1st | 2016年10月29日 | ショウダユキヒロ | KAMUY    |

## CM
- 「Future」[注釈 4]